# حدیث ریان بن شبیب
حدیث یابن الشبیب یا به عبارت دیگر حدیث ریان بن الشبیب، عنوانِ روایتی است که در منابع شیعی و برای بیان جایگاه ماه محرم، وقایع اتفاق افتاده در آن و مسئله نبرد کربلا نقل شده‌است. این روایت از جهت اعتبار و به جهت صحیح یا حسن بودن تمام راویان آن، روایتی صحیح یا حداقل روایتی حسن دانسته شده‌است. این روایت در منابعی چون اَمالی شیخ صدوق و عیون اخبار الرضا، توسط شخصی به نام ریان بن الشبیب از علی بن موسی الرضا -امام هشتم امامیه- نقل شده‌است. در تأیید صحت روایت، عالمان شیعی علم حدیث علاوه بر صحت سند، به قرائن صدوری، تواتر معنوی و قاعده تسامح در ادله سنن استناد نموده‌اند.
محتوای روایت شامل مطالبی در ذکر ایام دعا، ویژگی‌های ماه محرم و روز آغازین آن، واقعه کربلا و کشته شدن حسین بن علی به همراه اصحابش در آن واقعه، لزوم احیاء شعائر حسینی با عزاداری و بیان شیوه‌هایی برای عزاداری است. بخش پایانی روایت نیز دربردارنده برخی وقایع شگفت‌انگیز و خارق‌العاده پس از کشته شدن حسین بن علی، از جمله باران خون و طوفان‌های سرخ و سیاه می‌باشد.

## محتوا

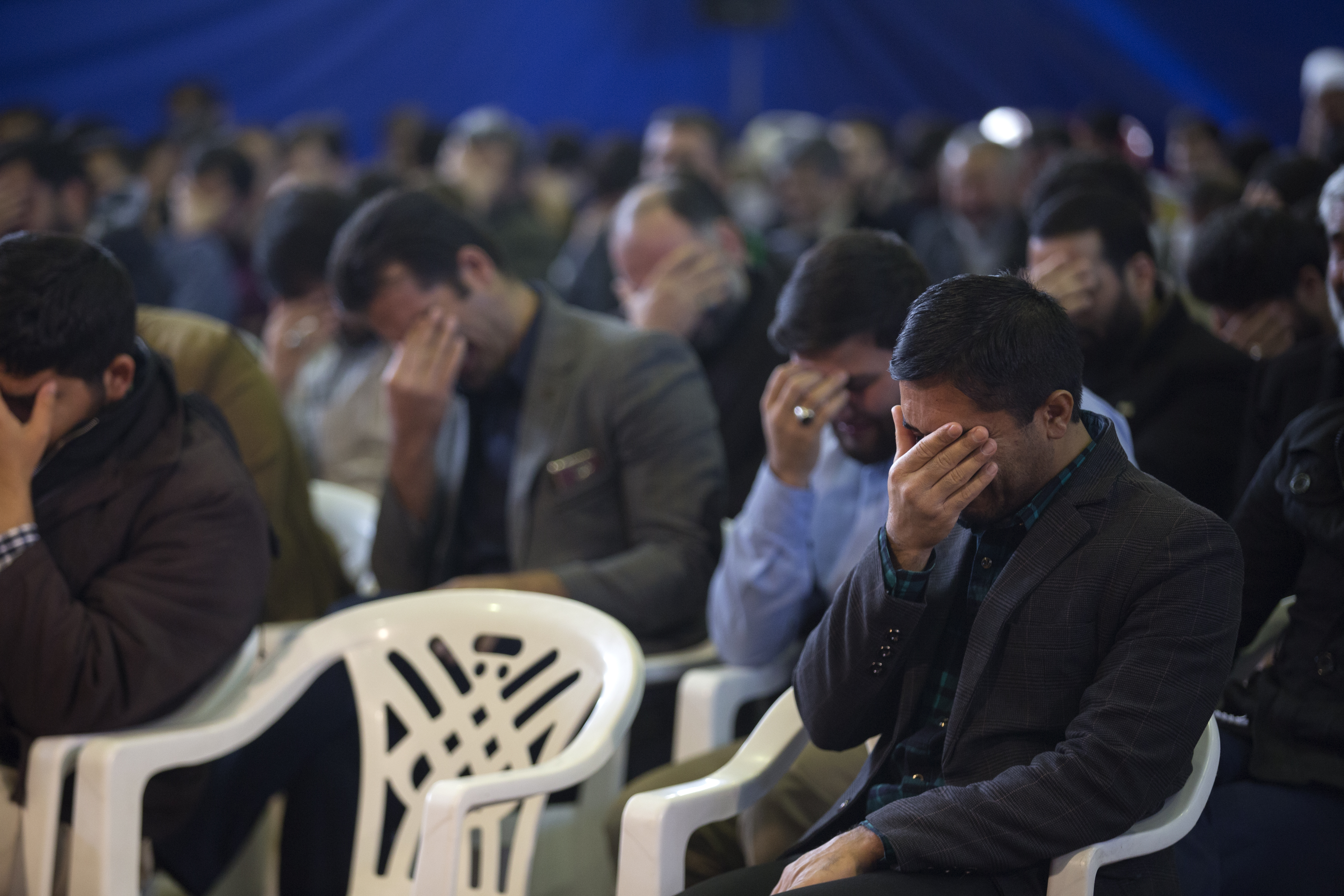
اشک و عزاداری بر حسین بن علی

روایت ریان بن شبیب که از علی بن موسی الرضا نقل شده‌است؛ از جمله مشهورترین روایات در زمینه عزاداری برای حسین بن علی است که اکثر مقاتل در زمینه واقعه کربلا به آن اشاره داشته‌اند. این روایت با بیان حرمت قتال در ماه‌های حرام آغاز می‌شود و با کنایه به قاتلان حسین بن علی در ماه محرم -به عنوان یکی از ماه‌های حرام- ادامه می‌یابد. بر اساس این روایت، ریان بن شبیب پس از ملاقات علی بن موسی الرضا در روز اول محرم، گفتگویی را با علی بن موسی الرضا داشته‌است. علی بن موسی الرضا در این گفتگو، بر اهمیت این روز، به اتفاقات و اعمالی که در این روز، همچون دعای زکریا برای طلب فرزند و اجابت آن توسط خدا که باید مورد توجه قرار بگیرد اشاره دارد و از نبرد کربلا و خصوصیات آن یاد می‌کند. رضا به لزوم احیاء شعائر حسینی در این روز اشاره می‌کند و با عبارت مشهور «یَا ابْنَ شَبِیبٍ إِنْ کُنْتَ بَاکِیاً لِشَیْءٍ فَابْکِ لِلْحُسَیْن» (ای ابن شبیب، اگر می‌خواهی گریه کنی، برای حسین بن علی گریه کن)، لزوم و اهمیت عزاداری بر حسین بن علی را یادآور می‌شود. در فراز پایانی روایت، علی بن موسی الرضا به وقایعی می‌پردازد که پس از کشته شدن حسین بن علی رخ داده‌است. از جمله آنها گریه نمودن زمین و آسمان‌های هفتگانه بر حسین بن علی، نزول ملائکه از آسمان به زمین و زیارت قبر او و بارش باران خون و خاک قرمز است. در این فراز از روایت، علی بن موسی الرضا به گریه نمودن موجودات زمین و آسمان‌های هفتگانه بر حسین بن علی، نزول ملائکه از آسمان به زمین جهت زیارت قبر او، بارش باران خون و طوفان خاک قرمز اشاره کرده‌است. بر اساس این بخش از روایت، اولین گروهی که شعار یالثارات الحسین را سردادند، ملائکه‌ای بودند که به یاری حسین بن علی به زمین آمده‌بودند.
در بخشی از روایت، علی بن موسی الرضا به ثوابی عظیم برای عزاداران حسین بن علی اشاره دارد و اجر زیارت قبر حسین بن علی را پاک شدن گناهان می‌داند. ثواب‌های بزرگ برای عزاداران حسینی در روایات متواتر دیگری نیز آمده‌است. بر اساس اصل اطلاق، این‌گونه ثواب‌ها مربوط به زمان و مکان خاصی نمی‌باشد و عمومیت دارد. در بخشی از این روایت، علی بن موسی الرضا شرکت در اجر کشته شدگان همراه حسین بن علی را با بیان عبارت «یا لَیْتَنِی کُنْتُ مَعَهُمْ فَأَفُوزَ فَوْزاً عَظِیماً» محتمل دانسته‌است. در خصوص این موضوع، ملاحسین کاشفی در کتاب روضة الشهدا، داستانی را از عمرو لیث گزارش می‌کند که بر اساس آن و تنها به صرف صدق نیت و آرزوی قلبی عمرو لیث نسبت به همراهی و همیاری حسین بن علی در کربلا، از اجر کشته‌شدگان کربلا بهره برده‌است.

### تردید
محمدباقر بهبودی -شارح و مصحح بخشی از بحارالانوار- و معروف حسنی، این قبیل روایات را که بیانگر ثواب‌های بسیار بزرگ در وصف عزاداران حسینی نقل شده‌است، مورد توجه قرار داده و در خصوص توجیه آن دست به استدلالات زده‌اند. معروف حسنی، این قبیل روایات را به جهت دلالت محتوایی، ضعیف و مردود دانسته‌است. بر اساس استدلال او استبعاد عقلی چنین ثوابی، دلیلی بر جعلی بودن روایت است. محمدباقر بهبودی نیز اینگونه ثواب‌ها را مربوط و مقید به زمان و شرایط صدور روایات دانسته‌است. بر اساس استدلال وی، در زمان صدور این احادیث، هرگونه عزاداری برای حسین بن علی ممنوع بوده و حکومت‌ها به صورت متعصبانه با هرگونه عزاداری برای حسین بن علی و اصحابش، برخورد شدید داشتند. در این اوضاع امامان شیعه با بیان ثواب‌های بزرگ برای اینگونه عزاداری‌ها، قصد داشتند تا برای احیاء شعائر حسینی، مردم را ترغیب نمایند؛ بنابراین اینگونه ثواب‌ها برای شرایط سختی بوده‌است که اکنون آن شرایط منتفی است.

## ملاحظات حدیث‌شناسی

### کشته‌شدگان بنی‌هاشم
بر اساس آنچه علی بن موسی الرضا در این روایت گزارش می‌دهد، تعداد کشته‌شدگان بنی‌هاشم در نبرد کربلا، ۱۸ نفرند که رضا آنان را بی‌نظیر توصیف می‌کند. منابعی چون اعیان الشیعه تعداد بنی‌هاشم کشته‌شده در نبرد کربلا را ۲۵ نفر گزارش کرده‌اند اما زیارت ناحیه مقدسه و گزارش شیخ مفید در کتاب الارشاد، تعداد کشته‌شدگان بنی هاشم در کربلا را ۱۷ نفر یاد کرده‌اند.

### حرمت ماه محرم
ماه محرم نزد اعراب جاهلی پیش از اسلام، از حرمت و جایگاهی ویژه برخوردار بود و با آمدن اسلام در جزیرة العرب، حرمت این ماه حرام همچون سه ماه دیگر، تشریع شد. اعراب با خود عهد کرده بودند که اگر در این چهار ماه حرام حتی اگر قاتل پدر خویش را یافتند، به او تعرضی نکنند. به جهت همین حرمت و جایگاه، علی بن ابی‌طالب، جنگ صفین را تا پایان آخرین ماه حرام (محرم) به تأخیر انداخت. اما برخی از فقیهان اهل سنت، حکم حرمت جنگ و نبرد در ماه‌های حرام را حکمی منسوخ قلمداد می‌کنند. از میان این طایفه، قتاده، زهری و عطای خراسانی، حرمت ماه حرام را همچون سایر مفسرین به واسطه آیه ۲۱۷ سوره بقره استنباط کرده‌اند اما این حکم را با آیه ۵ سوره توبه، منسوخ‌شده می‌دانند.

### وقایع پس از نبرد کربلا
منابع روایی و تاریخی اتفاقات نادری را در این زمینه گزارش کرده‌اند، از جمله مبدل شدن روز به شب، بارش باران خون از آسمان که آثاری بر سر و جامه مردم تا مناطق خراسان بر جا گذاشت، جاری شدن خون از زیر سنگ‌ها در شام و مناطقی دیگر و خروج خون از دیوارها. منابع شیعی و سنی از بارش باران خون پس از عاشورای سال ۶۱ هجری خبر داده‌اند، از جمله این منابع می‌توان به گزارش‌ها در منابع اهل سنت همچون گزارش ابن‌سعددر طبقات الکبری، ابن عدیم در بغیة الطبی فی تاریخ الحلب، ابن حجر در صواعق المحرقه و ابن عساکر اشاره کرد. همین‌طور در منابع شیعی از گزارش‌های شیخ طوسی در آمالی خویش، ابن شهر آشوب در مناقب، قاضی نعمان مغربی در شرح الاخبار، سید بن طاووس، شیخ صدوق، محمد بن احمد دولابی می‌توان یاد کرد. سیوطی در الدر المنثور ذیل آیه ۱۳ سوره مریم، به نقل از ابن عساکر و همچنین ذیل آیه ۲۹ سوره دخان، به نقل از ابن ابی حاتم، از بارش باران خون در غم حسین بن علی یاد می‌کند. زینب بنت علی نیز در خطبه خود که در کوفه و به هنگام اسارت خوانده‌است، به واقعه بارش باران خون اشاره دارد و خطاب به اهالی کوفه می‌گوید: «آیا از بارش خون در تعجب هستید؟ در حالی که عذاب قیامت، سخت‌تر و خوارکننده‌تر است و کمکی نخواهید داشت.»

## سند

### بررسی سندی
روایت ریان بن شبیب توسط شیخ صدوق در عیون اخبار الرضا و امالی او نقل گردیده‌است. همچنین شیخ حر عاملی و سید بن طاووس نیز این روایت را گزارش کرده‌اند. شیخ صدوق روایت را با سلسله سند «محمد بن علی ماجیلویه، عن علی بن ابراهیم، عن ابیه، عن الریان بن شبیب عن علی بن موسی الرضا» نقل می‌کند. شیخ صدوق خود به عنوان نقل کننده اول روایت، از موثقین علم رجال نزد شیعه و سنی بوده‌است و دو کتاب از کتب اربعه شیعه، از تألیفات اوست. «محمد بن علی ماجیلویه» که صدوق از وی نقل روایت‌های بسیاری داشته‌است، با وجود نداشتن تصریح در توثیق اما نزد رجالی‌های شیعه همچون سید ابوالقاسم خویی، مورد توثیق قرار گرفته‌است. علت توثیق وی، کثیرالنقل بودن نزد شیخ صدوق بیان شده‌است. «علی بن ابراهیم» دیگر راوی سلسله سند است که توسط نجاشی، حلی و خویی مورد توثیق قرار گرفته‌است. «ابراهیم بن هاشم» نیز از اصحاب علی بن موسی الرضا گزارش شده و برخی منابع رجالی به جهت نداشتن تصریح در توثیق وی، روایاتش را حسن دانسته‌اند. با این وجود سید بن طاووس وی را به اجماع و حلی، بحرالعلوم و ابن قولویه، بدون ذکر اجماع، او را ثقه دانسته‌است.
ریان بن شبیب که به ابن شبیب و خال المتعصم شهره‌است، از جمله اصحاب علی بن موسی الرضا و محمد تقی است که علاوه بر جایگاه اجتماعی (به جهت قرابت فامیلی با مأمون و معتصم) نزد علماء علم رجال نیز مورد توجه قرار گرفته‌است. ریان در شهر قم اقامت داشته‌است و در آنجا به نقل حدیث مشغول بوده‌است. کشی و حلی وی را توثیق کرده‌اند و از اصحاب علی بن موسی گزارش نموده‌اند. با این وجود روایت از لحاظ سندی، یا تحت دایره روایت صحیح قرار می‌گیرد، یا آنکه باید آن را حسن دانست. به هر ترتیب، اعتبار روایت، ثابت شده می‌باشد. اما در اینکه حسن یا صحیح باشد اختلاف است. در این خصوص محمدتقی مجلسی این روایت را حسن ولی همانند صحیح دانسته‌است.

### قرائن صدوری
روایات در منابع شیعی، به صرف ضعف سندی کنار گذاشته نخواهند شد؛ در این صورت، با بررسی قرائن صدوری، صحت یا اعتماد به روایت مورد بررسی قرار خواهد گرفت. بر اساس این باور، روایتی که دارای یکی از قرائن صدوری باشد، مورد اعتماد قرار می‌گیرد. قرائن صدوری عبارتند از: «وجود در اصول اربعماة، ذکر روایت در یک اصل به چند سند یا در چند اصل به یک سند، وجود روایت در کتبی که به امامان شیعه عرضه شده‌است، وجود در کتاب‌های مشهور اصحاب ائمه شیعه، نقل روایت بوسیله اصحاب اجماع و استناد فقها به آن روایت.» روایت ریان بن شبیب، به جهت نقل شدن در کتب اصحاب مشهور امامان شیعه، دارای یکی از قرائن صدوری است.

### تواتر
یکی از مواردی که در صحت روایت ریان بن شبیب مورد استناد منابع قرار گرفته‌است، تواتر معنوی بخش فضیلت عزاداری این روایت است. بر اساس این استدلال، روایات بسیاری، از مسئله عزاداری برای حسین بن علی یاد کرده‌اند و میزان این روایات به حد تواتر معنوی رسیده‌است. منظور از متواتر معنوی، آن دسته از روایاتی است که همگی موضوعی واحد را با شیوه و کلامی متفاوت بیان داشته‌اند. مجموع این روایات اگر به حد تواتر باشد، تواتر معنوی نام خواهد گرفت. از بین افرادی که به صورت عام، تواتر معنوی را برای روایات در زمینه اشک و عزاداری برای حسین بن علی ثابت می‌دانند؛ می‌توان به ابوالفضل طهرانی، عباس قمی، عبدالحسین شرف‌الدین و صافی گلپایگانی اشاره کرد.

### قاعده تسامح
بر اساس قاعده تسامح در ادله سنن که از روایت من بلغ استنباط شده‌است، هر عمل ثوابی که در منابع توصیه شده‌است، می‌توان بدون بررسی اعتبار خبر و به امید و نیت همان اجر و ثواب عمل گردد و در قیامت از اجر آن بهره برد. از آنجا که بخشی از این روایت در فضیلت و اجر عزاداری بر حسین بن علی است، مشمول روایت و قاعده من بلغ شده‌است و می‌توان بدون بررسی سندی، مورد صحت قلمداد گردد.

## اهمیت و کاربرد
از این روایت به عنوان یکی از روایات معتبر در اثبات تواتر روایات اجر اشک بر حسین بن علی و اثبات استحباب این حکم استفاده می‌گردد. این صراحت در روایت، بیانگر رفع آثار گناهان است و بر اساس قواعد کلامی، رحمت الهی بر غضب وی سبقت دارد و به همین جهت است که راه‌های محو گناه از جانب خدا وضع شده‌است.

## یادداشت
1. ↑  چهار ماه حرام؛ رجب، ذی‌قعده، ذی‌حجه و محرم است. (رک: ابوالفتوح رازی، تفسیر روض الجنان، ۹:‎ ۲۳۸.)
2. ↑  یَسْأَلُونَکَ عَنِ الشَّهْرِ الْحَرَامِ قِتَالٍ فِیهِ ۖ قُلْ قِتَالٌ فِیهِ کَبِیرٌ (ترجمه: از تو درباره ماهی که کارزار در آن حرام است می‌پرسند. بگو: «کارزار در آن، گناهی بزرگ است»)[۲–۲۱۷]
3. ↑  فَإِذَا انْسَلَخَ الْأَشْهُرُ الْحُرُمُ فَاقْتُلُوا الْمُشْرِکِینَ حَیْثُ وَجَدْتُمُوهُمْ (ترجمه: پس چون ماه‌های حرام سپری شد، مشرکان را هر کجا یافتید بکُشید)[۹–۲۱۷]
4. ↑  «أَفَعَجِبْتُمْ أَنْ تُمْطِرَ السَّمَاءُ دَماً وَلَعَذابُ الْآخِرَةِ أَخْزی وَهُمْ لا یُنْصَرُونَ» (رک: حسون و  مشکور، اعلام النساء، ۴۴۶–۴۴۷.)
5. ↑  آورده‌اند که خواهر ریان بن شبیب (ماریه بنت شبیب)، مادر معتصم، خلیفه عباسی بوده‌است. (ببینید در: قمی، تتمة المنتهی، ۳۷۰.)
6. ↑  روایت ریان بن شبیب توسط ابراهیم بن هاشم نقل شده و در کتابش «النوادر» گزارش کرده‌است. این کتاب توسط فرزندش علی بن ابراهیم برای ماجیلویه و از جانب او به شیخ صدوق گزارش شده‌است. (ببنید در: عمرانی، «بررسی سندی و دلالی حدیث ریان بن شبیب»، آیت بوستان، ۸۶. و خدامیان آرامی، الصحیح فی فضل الزیارة، ۸۹.)